# Aphrahat
Aphrahat (persiska: فرهاد Farhād, Frahāt; syriska: ܐܦܪܗܛ ; grekiska: Ἀφραάτης; latin: Aphraates), född omkring 270 i Persien, död omkring 345, var en syrisk författare som efterlämnat skrifter om kristna doktriner och sedvänjor.
Aphrahat, som även kallas hakkima pharsaya (den persiske hedningen), är huvudsakligen känd för sin samling skrifter om 23 böcker som kallas Demonstrationerna, efter det första ordet i titeln på varje bok. Han har ibland på troligen felaktiga grunder antagits vara biskop Jacob av Nisibis, som närvarade vid första konciliet i Nicaea, varför den armeniska översättningen av Demontrationerna från antiken anger denne som författare. Namnet Apharat härrör från omnämnanden av bland andra Bar-Hebraeus.
Demonstrationerna är indelade efter centrala kristna temata. Böckerna I-X tillkom omkring 337 och handlar om kristet leverne och kyrkoordning. XI-XXII torde ha tillkommit när förföljelserna mot de kristna som kung Shapur II av Persien lät påbjuda, var som värst, omkring år 344. Dessa böcker har drag av apokalyps. Ursprungligen skrevs Demonstrationerna på syriska, men det finns äldre, betydelsefulla översättningar på bland annat armeniska och georgiska. Några av demonstrationerna översattes till arabiska, men tillskrevs felaktigt Efraim syriern.